# Katinon
A katinon (más néven benzoiletánamin) egy monoamin alkaloida, amely a kat (latinul: Catha edulis) nevű, cserjeszerű növényben található. Kémiai felépítése hasonlít az efedrinéhez, a katinéhoz és más amfetaminokéhoz.
A katinon serkenti a dopamin felszabadulását a striatalis (csíkolt testbeli) dopamin-receptoroknál. Ez azt mutatja, hogy a katinon is egy dopamin prekurzor. Valószínűleg ez a fő oka a kat élénkítő hatásának.
A katinon abban különbözik sok más amfetamintól, hogy van egy keton funkciós csoportja.
Ezen kémiai struktúra jellemző az amfetaminokon belül többek között az antidepresszáns bupropionra és a serkentő metkatinonra.

## Kémiája
|  |  |  |

A katinon kémiai struktúrája a metkatinonból származtatható, ugyanúgy, mint ahogy az amfetamin a metamfetaminból. A katinon az amfetamintól egy oxigénatommal rendelkező (C = O) keton funkciós csoportban különbözik, amely az oldallánc β-szénatomján található. Az alkohol funkciós csoporttal rendelkező katin kevésbé erős stimuláns, mint a katinon. A katlevél hatása időbeli gyengülésének oka, hogy idővel a katinon biofiziológiai úton katinná konvertálódik. A friss levelekben nagyobb a katinon : katin aránya, mint szárítva, így nagyobb pszichoaktív hatással is rendelkezik frissen, mint szárított állapotban.

## Toxikus hatások

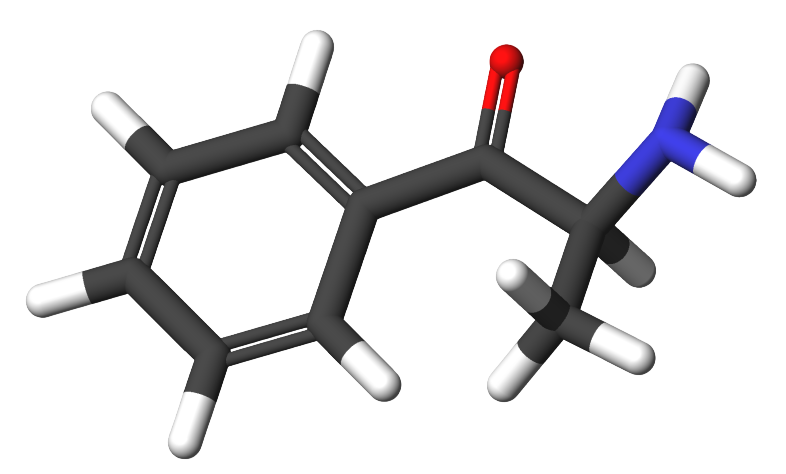
Katinon molekuláris 3D-s szerkezete.

Túlzott katinonbevitel étvágytalanságot, szorongást, ingerlékenységet, álmatlanságot, hallucinációkat és a pánikrohamokat okozhat. Krónikus állapot fennállásakor személyiségzavarok kialakulása és szívinfarktusveszély fenyeget.
A kábítószeres befolyásoltság alatt álló autóvezetők szérum- illetve vizelettesztje során a katinonnak, valamint egyik fő metabolitjának, a norefedrinnek a jelenlétét is vizsgálják.

## Fordítás
Ez a szócikk részben vagy egészben a Cathinone című angol Wikipédia-szócikk fordításán alapul.  Az eredeti cikk szerkesztőit annak laptörténete sorolja fel. Ez a jelzés csupán a megfogalmazás eredetét és a szerzői jogokat jelzi, nem szolgál a cikkben szereplő információk forrásmegjelöléseként.